# 東井芳隆
東井 芳隆（とうい よしたか）は、日本の国土交通官僚。気象庁次長、国土交通省大臣官房危機管理・運輸安全政策審議官などを経て、関西観光本部代表理事。

## 人物・経歴
大阪府生まれ。1983年一橋大学法学部卒業、運輸省入省。学生寮の隣室に石倭行人（のちに日鉄エンジニアリング代表取締役社長）が住んでおり、ともに一橋祭実行委員を務めた。1994年在カナダ日本国大使館一等書記官。1998年通商産業省機械情報産業局情報産業企画官兼情報国際協力室長兼情報セキュリティ政策室長。2000年兼情報政策企画室長。2001年国土交通省大臣官房総務課企画官（総合政策局担当）。2002年北海道運輸局企画振興部長。2004年海上保安庁総務部国際・危機管理官。2006年国土交通省鉄道局業務課長。2007年国土交通省鉄道局鉄道業務政策課長。
2008年鉄道建設・運輸施設整備支援機構総務部長。2010年国土交通省総合政策局安心生活政策課長。2011年海上保安庁総務部政務課長。2013年国土交通省大臣官房審議官（国際担当）兼情報政策本部長。2014年7月8日気象庁次長。2016年6月21日国土交通省大臣官房危機管理・運輸安全政策審議官。2017年ニトリホールディングス上席執行役員。2018年ニトリホールディングス上席執行役員兼広報部マネージャー、カチタス取締役。2019年西日本旅客鉄道総合企画本部参事。同年松本正義理事長の下で、関西観光本部代表理事（専務理事）に就任。観光立国推進協議会委員、新・関西観光・文化振興計画（仮称）策定委員会委員。